# White Hart Lane
Die White Hart Lane (deutsch Gasse zum Weißen Hirschen) war das Fußballstadion des Fußballclubs Tottenham Hotspur im nordöstlichen Londoner Stadtteil Tottenham. Es fasste 36.284 Zuschauer und wurde 1899 eröffnet. Im August 2017 wurde der letzte Teil der alten Spielstätte abgerissen. Auf dem alten Baugrund entstand mit dem Tottenham Hotspur Stadium eine neue Heimat für die Spurs mit 62.062 Plätzen, in der im März 2019 die U-18 von Tottenham gegen Southampton das erste Spiel ausgetragen hat. Bis zur Fertigstellung der neuen Fußballarena im Norden der Stadt trug Tottenham seine Heimspiele im Wembley-Stadion aus.

## Geschichte
Nach der Fertigstellung bezog Tottenham Hotspur das Stadion, das von den Fans oftmals nur The Lane genannt wird. Das erste Spiel wurde mit 4:1 gegen Notts County vor 5.000 Zuschauern gewonnen. 1923 wurde das Stadion auf 50.000 überdachte Plätze ausgebaut, im März 1938 besuchten sogar 75.038 Zuschauer ein FA-Cup-Spiel der Spurs gegen Sunderland. 1953 wurde der Platz mit Flutlichtern ausgestattet, welche 1970 renoviert wurden.

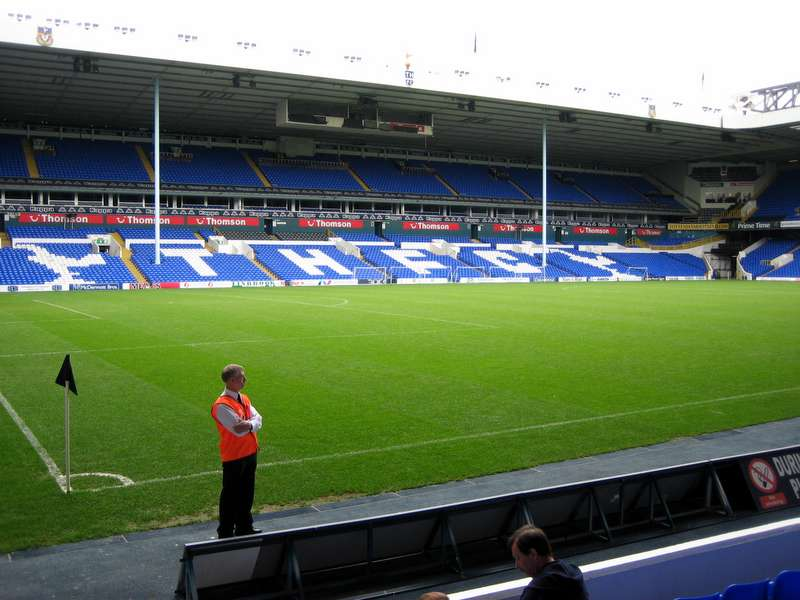
Die Ost-Tribüne (East Stand)

In den späten 1980er Jahren wurde der West Stand, die Westtribüne, gebaut, das Projekt war jedoch so schlecht organisiert, dass die Fertigstellung viel zu spät erfolgte und die Kosten weitaus höher als erwartet ausfielen, was den Verein in eine ernste wirtschaftliche Krise stürzte. Der East Stand an der Worcester Avenue ist eine dreistufige Tribüne, die in den 1930er Jahren vom Londoner Architekten Archibald Leitch gestaltet und 1990 zuletzt renoviert wurde.

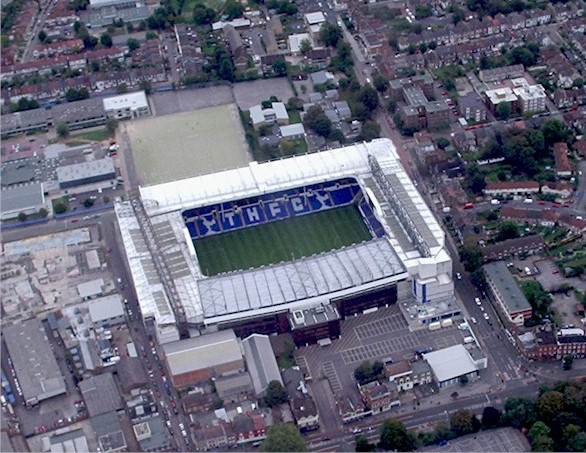
Das Stadionareal aus der Luft (2005)

In den 1990ern wurde der South Stand an der Park Lane fertiggestellt und die erste Videoleinwand errichtet, von denen zwei über jedem Strafraum vorhanden waren. 1998 wurde schließlich der Members Stand, die Nordtribüne, als letzte der vier Tribünen renoviert und fertiggestellt. Somit handelte es sich bei der White Hart Lane um ein in England typisches, reines Fußballstadion, das heißt, die Ränge begannen direkt am Spielfeldrand. Es handelte sich bei der Arena zuletzt um ein komplettes Sitzplatzstadion.

## New White Hart Lane

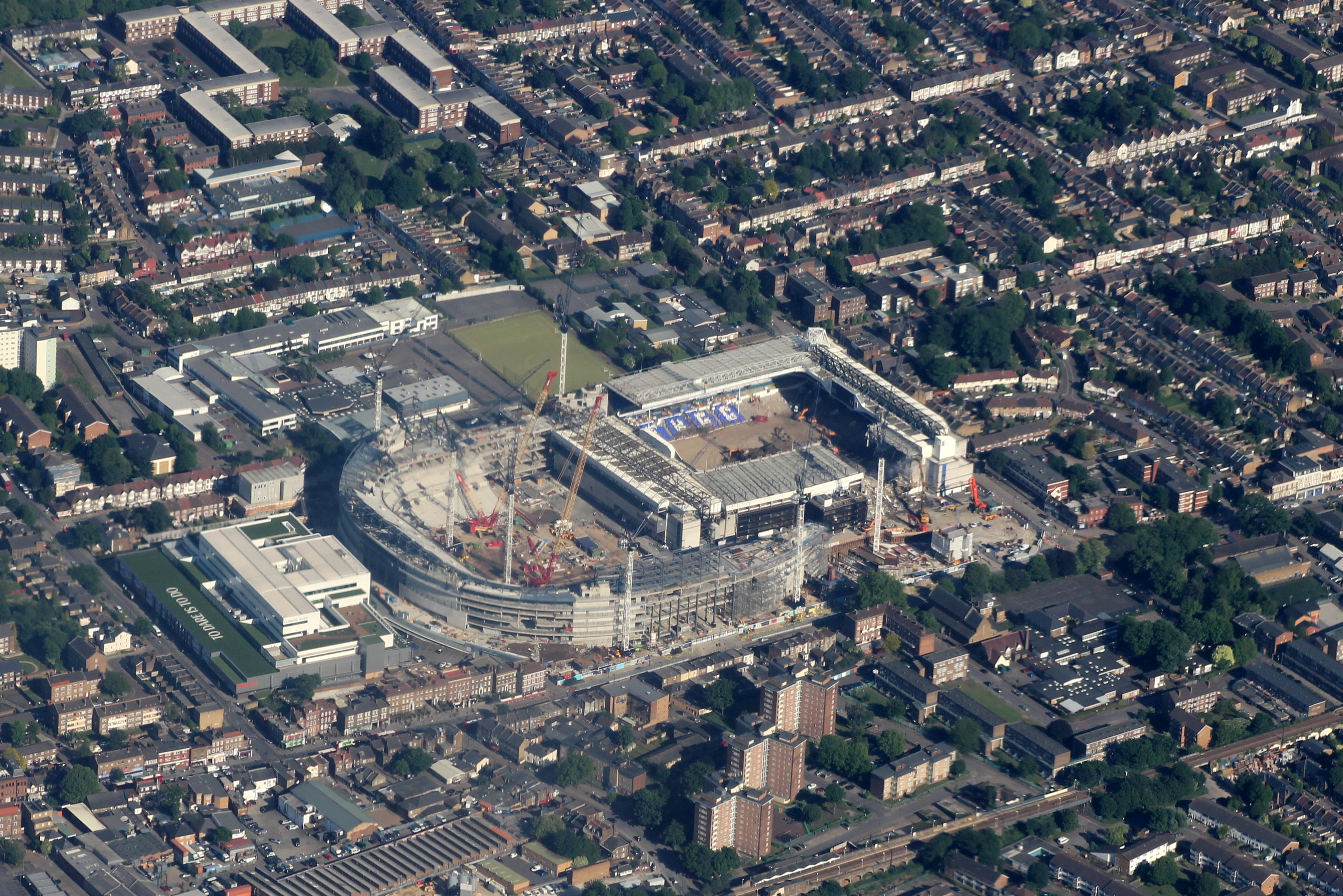
Die White Hart Lane (rechts) im Mai 2017. Daneben entsteht das neue Stadion.

Im Rahmen des Northumberland Development Project wurde beschlossen, die White Hart Lane durch einen Neubau zu ersetzen. Weiterhin gab Klub-Präsident Daniel Levy, bekannt, dass der bisherige Stadionname nicht beibehalten wird, stattdessen sollen die Namensrechte, wie bei den meisten derzeitigen europäischen Stadionneubauten, wahrscheinlich an einen Sponsor veräußert werden.
Am 12. Juli 2014 wurden die Pläne für das neue Stadion mit 58.000 Plätzen von der Stadtverwaltung genehmigt, so dass der Bau beginnen konnte. Das Stadion sollte ursprünglich bereits 2017 fertiggestellt sein, eröffnete aber letztlich erst am 3. April 2019.